# Pennant number
Il pennant number è la sigla alfanumerica per l'identificazione navale adottata da diverse marine militari, tra cui la Marina Militare Italiana che ne parla come distintivo ottico. Venne introdotto per la prima volta dalla Royal Navy nel 1910, e poi successivamente esteso alle diverse marine del Commonwealth. Dopo la seconda guerra mondiale venne applicato anche dalle marine dei membri della NATO.
I pennant number d'impiego attuale sono costituiti da un numero, preceduto in genere da una lettera che classifica il tipo di unità, ad esempio "C" per gli incrociatori (dall'iniziale di cruiser, il termine in inglese per incrociatore).
L'uso della lettera, sebbene da considerarsi uno standard, è in certi casi omesso. Ad esempio, la Marina Militare Italiana si limita a usare la sigla numerica, omettendo la lettera d'identificazione per i propri incrociatori e portaerei. Attualmente ogni marina che impiega i pennant number ha un proprio intervallo di "valori" per le sigle numeriche.

## Origine del nome
Il termine pennant number (letteralmente numero di pennone, al quale si issa la bandiera), "numero della bandiera di segnalazione", deriva proprio dal fatto che in origine le navi militari disponevano di un'apposita bandiera per identificare il tipo di unità, o la sua flottiglia di appartenenza: ad esempio nella Royal Navy, il "pennone" rosso era per le torpediniere. L'aggiunta del numero su questa bandiera di segnalazione consentì l'identificazione univoca delle navi. Solo successivamente s'iniziò a dipingerlo sugli scafi.

## Sistema della Royal Navy britannica
Le navi della Royal Navy britannica utilizzano i seguenti distintivi ottici:
- A - Auxiliaries (nave ausiliaria)
- C - Cruisers (incrociatore)
- D - Destroyers (cacciatorpediniere)
- F - Frigate (fregata, in precedenza cacciatorpediniere scorta, sloop, corvetta)
- H - Hydrographic vessels (nave idrografica)
- K - Miscellaneous vessels (navi diverse)
- L - Amphibious warfare ships (nave d'assalto anfibio)
- M - Minesweepers (dragamine, ma anche cacciamine)
- N - Minelayers (posamine)
- P - Patrol boats (pattugliatore)
- R - Aircraft carriers (portaerei)
- S - Submarines (sottomarino)
- Y - Yard vessels (nave ausiliaria)

## Sistema della Marina Militare italiana
La Marina Militare italiana è l'unica marina al mondo ad utilizzare distintivi ottici di colore rosso.
Le navi della Marina Militare italiana utilizzavano inizialmente come distintivo ottico due lettere derivanti dal nome della nave. A seguito dell'entrata dell'Italia nella NATO, il distintivo ottico divenne di tipo alfanumerico (il simbolo # indica un numero da 0 a 9):
- 55# : portaerei, incrociatore portaeromobili, incrociatore

- S 22# : sottomarino

- D 55# / D 56# : cacciatorpediniere lanciamissili

- F 59# : fregata missilistica multiruolo, fregata missilistica antisommergibile
- F 57# : fregata missilistica
- F 55# : corvetta
- F 58# : pattugliatore di squadra

- P 40# : pattugliatore OPV - Offshore Patrol Vessel, pattugliatore costiero
- P 40# / P 41# / P 49# : pattugliatore d'altura

- 555# / 556# - cacciamine

- L 989# : nave anfibia LPD - Landing Platform Dock
- Y 49# : mezzo speciale per il trasporto di incursori e sommozzatori
- MEN 21# / MEN 22# / MEN 55# : mezzo da sbarco MTM-217 - Moto Trasporto Mezzi (motozattera per assalto in spiaggia)
- MTM 54# : mezzo da sbarco LCM - Landing Craft Mechanized
- MDN 9# / MDN 10# / MDN 11# / MDN 12# : mezzo da sbarco MTP-96 - Moto Trasporto Personale (motoscafo veloce d'assalto)

- A 530# : nave ausiliaria idrografica, nave ausiliaria per salvataggio/soccorso
- A 530# / A 531# / A 532# / A 534# : nave ausiliaria per esperienza

- A 530# / A 531# / A 532# : nave ausiliaria scuola
- A 530# / A 537# / A 538# : nave ausiliaria per addestramento

- A 534# / A 535# : nave ausiliaria moto trasporto costiero
- A 535# / A 537# : nave ausiliaria per trasporto acqua - motocisterna
- A 537# : nave ausiliaria moto cisterna costiera
- A 532# : nave ausiliaria rifornitrice
- A 534# : nave ausiliaria unità supporto polivalente e ricerche

- A 531# / A 532# / A 533# / A 536# : nave ausiliaria - rimorchiatore d'altura
- Y 41# / Y 42# / Y 43# / Y 44# : naviglio locale - rimorchiatore costiero
- Y 40# / Y 41# / Y 45# / Y 46# / Y 47# / Y 48# : naviglio locale - rimorchiatore portuale

- GG2 101# / GRS/G 101# / GRS/J 101# : naviglio locale - cisterna portuale per acqua e combustibili
- MEN 21# : naviglio locale - mezzo veloce per il trasporto di personale
- GLS 50# : naviglio locale - mezzo per il trasporto di personale
- GIS 50# : naviglio locale - mezzo per il trasporto
- GIS 6# : naviglio locale - mezzo per il trasporto e prove di armi subacquee
- Y 40# : naviglio locale - mezzo per il mototrasporto
- GO # / GO 1# / GO 2# / GO 5# / GO 18# : naviglio locale - bacino galleggiante

## Riuso dei pennant number
Al contrario degli hull classification symbol (simbolo di classificazione di scafo) adottati dalla US Navy, anch'essi composti da una sigla alfabetica per identificare il tipo di unità e da un numero progressivo, i pennant number  vengono in genere riassegnati, e non risultano quindi del tutto univoci. Ad esempio la portaerei Cavour ha ricevuto come pennant number "550", lo stesso numero dell'incrociatore missilistico Vittorio Veneto, nel frattempo radiato.
Similmente il 551 dell'incrociatore portaeromobili Giuseppe Garibaldi era stato assegnato in precedenza all'incrociatore missilistico Giuseppe Garibaldi. La Marina Militare italiana, inoltre, è l'unica al mondo ad adottare i pennant number in rosso, e non in bianco.

## Marine che usano i pennant number
Attualmente le marine militari che utilizzano i pennant number sono di seguito elencati. (tra parentesi le serie di pennant number utilizzati)
- Australia
- Belgio — (9xx; M: 4xx)
- Danimarca — (N: 0xx; M/P: 5xx; F/S/Y: 3xx)
- Francia — (R: 09x; C/D/S: 6xx; M/P/A: 6xx, 7xx; L: 9xxx)
- Germania — (D: 1xx; F: 2xx; M: 1xx, 26xx)
- Grecia — (D/P: 0x, 2xx; A/F: 4xx; L/S/M: 1xx)
- Italia — (5xx; D 5xx; F 5xx; P 4xx; 5xxx; A 5xxx; L 9xxx; Y 5xx)
- Kenya
- Kuwait — (P: 37xx; 45xx; 57xx)
- Malaysia
- Nuova Zelanda
- Paesi Bassi (8xx; Y: 8xxx)
- Norvegia (F/S/M: 3xx; P: 9xx; L: 45xx)
- Polonia
- Portogallo (F/M: 4xx; S: 1xx; P: 11xx0)
- Singapore
- Spagna (0x)
- Sudafrica
- Turchia (D/S: 3xx; F: 2xx; N: 1xx; A/M: 5xx; P: 1xx, 3xx, L: 4xx; Y: 1xxx)
- Regno Unito (R: 0x; D: 0x & 1xx; F: 0x, 1xx, 2xx; S: 0x, 1xx; M: 0x, 1xx, 1xxx, 2xxx; P: 1xx, 2xx, 3xx; L: 0x, 1xx, 3xxx, 4xxx; A: )